# میدلتون، نورث‌همپتون‌شر
میدلتون (به انگلیسی: Middleton) یک روستا و محله مدنی در بریتانیا است که در Corby واقع شده‌است. میدلتون ۴۱۴ نفر جمعیت دارد.